# Leona Constantia
Leona Constantia ist eine alchemistische Autorin des 18. Jahrhunderts. Sie ist Autorin der Sonnenblume der Weisen, erschienen nach Angaben in diesem Buch zuerst 1704.
Sie wurde bisweilen mit der Mysterikerin Jane Leade (1623–1704) identifiziert, so von John Ferguson, der aber auch anmerkt, dass ihre zahlreichen anderen Werke sich nicht mit Chemie oder Alchemie befassen.
Nach Johann Friedrich Gmelin stammt sie aus Clermont und ebenso nach Johann Friedrich Henkel. (danach eine Baronin aus Clermont). Ihre Abhandlung ist im Hermetischen ABC (Berlin 1794, Band 1, S. 172) abgedruckt (wo sie mit Jane Leade identifiziert wird).

## Schriften
- Sonnenblume der Weisen: das ist eine helle und klare Vorstellung der Präparierung des Philosophischen Steins, Neben Bestrafung derjenigen, welche sich ohne Grund hierinnen bemühen, wie auch eine Wohlmeinende Warnung, In was vor Materien man sich hierinnen zu hüten, indem die Autorin ihre selbst eigene Thorheiten, so sie in ungegründeten Arbeiten begangen, aller Welt vor Augen stellet. Zum öffentlichen Druck verfertigt und an das Tageslicht gebracht von Leona Constantia in Afflictionibus triumphante Im Jahr 1704